# Штайнер, Хайдемари
Хайдемарие Штайнер-Вальтер (нем. Heidemarie Steiner; род. 9 апреля 1944 года, Кольберг, ныне Колобжег) — фигуристка из ГДР, выступавшая  в одиночном и  парном разряде. В паре с  Хайнц-Ульрихом Вальтером она —   бронзовый  призёр чемпионата мира  и  трёхкратный бронзовый призёр чемпионатов Европы .  В настоящее время работает тренером по фигурному катанию в Берлине.

## Карьера
Как одиночница Хайди выиграла чемпионат ГДР 1960 года и становилась призёром в последующие годы. Не добившись успехов на международном уровне, перешла в парное катание. Партнёром Хайдемарие стал Хайнц-Ульрих Вальтер, за которого она вышла замуж в 1969 году. В паре с ним спортсменка 4 раза выигрывала титул чемпионки ГДР, трижды становилась бронзовым призёром чемпионата Европы, а в 1970 выиграла бронзовую медаль чемпионата мира. В числе первых пара исполняла выброс кауфман (одинарный аксель).
Завершив спортивную карьеру, Штайнер-Вальтер начала тренировать в СК "Динамо Берлин". Среди её учеников:
- Роми Кермер и Рольф Эстеррайх,
- Биргит Лоренц и Кнут Шуберт,
- Пегги Шварц и Александер Кёниг.

В настоящее время вместе с мужем живёт в Берлине.

## Результаты
В одиночном катании
| Соревнования      | 1960 | 1961 | 1962 | 1963 |
| ----------------- | ---- | ---- | ---- | ---- |
| Чемпионаты Европы | 26   | 23   |      |      |
| Чемпионаты ГДР    | 1    | 3    | 2    | 2    |

В парном катании 
| Соревнования      | 1966 | 1967 | 1968 | 1969 | 1970 |
| ----------------- | ---- | ---- | ---- | ---- | ---- |
| Олимпийские игры  |      |      | 4    |      |      |
| Чемпионаты мира   | 9    | 5    | 5    | 5    | 3    |
| Чемпионаты Европы | 8    | 3    | 3    | 4    | 3    |
| Чемпионаты ГДР    | 1    | 1    | 2    | 1    | 1    |